# Lago Mackay
El lago Mackay (del inglés: Mackay Lake) es un lago de Australia, el mayor de cientos de efímeros lagos salinos esparcidos por todo el territorio de Australia Occidental y el Territorio del Norte. La imagen de satélite  documenta la apariencia de las partes secas del oeste de Australia, con el Gran Desierto Arenoso, el desierto de Gibson y el desierto de Tanami. El lago Mackay tiene aproximadamente 100 kilómetros de este-oeste y de norte a sur. Las áreas más oscuras del lecho del lago son indicativas de algún tipo de vegetación del desierto o de algas, en zonas con algo de humedad en los suelos del lago seco y en depresiones donde se produce acumulación de agua. En este entorno árido, las sales y otros minerales son llevados a la superficie a través de la acción capilar causada por la evaporación, lo que produce la superficie reflectante blanca. Son visibles diversas colinas marrones dispersas en la mitad oriental del lago y crestas de arena orientadas este-oeste en la parte sur.
El lago Mackay ocupa un lugar destacado en las narrativas de los sueños de los aborígenes del desierto del Oeste. Las principales narraciones mitológicas sobre sus orígenes pueden ser agrupadas en tres temas distintos, todos los cuales contienen referencias a un feroz incendio forestal que devastó la tierra y formó el lago.
El lago es el lago más grande de Australia Occidental y tiene una superficie de 3494 km².
El lago, conocido como Wilkinkarra por la población indígena local, fue la cuna de destacados artistas indígenas, como Linda Syddick Napaltjarri.